# Yusef Lateef
Yusef Abdul Lateef (9. října 1920 – 23. prosince 2013) byl americký multiinstrumentalista (hlavními nástroji jsou tenorsaxofon a flétna) a hudební skladatel. Svou kariéru zahájil koncem třicátých let hraním v různých swingových orchestrech. Roku 1950 konvertoval k Islámu a změnil si své jméno na Yusef Abdul Lateef. Své první album jako leader vydal roku 1957 a do své smrti jich vydal více než čtyři desítky. Mimo vlastních alb hrál i na albech dalších hudebníků, mezi které patří Cannonball Adderley, Archie Shepp, Donald Byrd nebo Art Farmer. Řadu let se mimo své aktivní kariéry věnoval také pedagogické činnosti. Mimo hudby se také věnoval malování a psaní básní, románů a sepsal rovněž vlastní biografii. Zemřel ve svých třiadevadesáti letech v prosinci 2013 na rakovinu prostaty. Své poslední turné odehrál v létě toho roku.

## Dětství a počátky kariéry
Narodil se 9. října 1920 ve městě Chattanooga v americkém státě Tennessee jako William Emanuel Huddleston. O tři roky později se s rodinou přestěhoval do Lorain v Ohiu a za dva roky, v roce 1925, se usadil v Detroitu v Michiganu, kde mu jeho otec změnil příjmení na Evans. Zde brzy začal hrát na saxofon a studoval jej na Miller High School. Svou profesionální kariéru zahájil po ukončení školy v roce 1938 a během zbytku třicátých a většiny čtyřicátých let koncertoval s mnoha různými hudebníky jako sideman; jako profesionální hudebník vystupoval pod jménem Bill Evans. Roku 1949 se stal členem orchestru Dizzyho Gillespieho, ale brzy poté odešel a vrátil se ke studiím; studoval kompozici, hru na flétnu a později ještě hoboj na Wayne State University. V roce 1950 konvertoval k Islámu a své dosavadní jméno Bill Evans si změnil na Yusef Abdul Lateef.

## Vlastní kariéra
Své první album jako leader nazvané Jazz Mood vydal v roce 1957; podíleli se na něm Curtis Fuller (pozoun), Hugh Lawson (klavír), Ernie Farrow (kontrabas), Louis Hayes (bicí) a Doug Watkins (perkuse). Album vyšlo u společnosti Savoy Records a zde zůstal až do roku 1959. Následně několik let nahrával pro různá vydavatelství (Verve, New Jazz, Prestige, Argo, Riverside a Moodsville) než se roku 1963 usadil u Impulse! Records. Od roku 1963, vedle aktivního koncertování a nahrávání, pokračoval ve studiích na Manhattan School of Music, kde roku 1969 získal bakalářský a o rok později i magisterský titul v oboru hudby. Roku 1971 se na stejné škole začal věnovat také pedagogické činnosti.
Když v roce 1966 vypršela jeho smlouva s Impulse!, rozhodl se ji již neobnovovat a přešel k Atlantic Records, kde zůstal až do roku 1991. Když roku 1991 odešel od Atlantic, založil si vlastní vydavatelství YAL Records.
Zemřel ve svých třiadevadesáti letech v prosinci 2013 na rakovinu prostaty. Své poslední turné odehrál v létě toho roku.

## Pocty a ocenění
Za své album Yusef Lateef's Little Symphony z roku 1987 získal cenu Grammy v kategorie nejlepší album stylu New Age. V roce 2010 získal ocenění NEA Jazz Masters. Režisér Nicolas Humbert o něm v roce 2004 natočil dokumentární film Brother Yusef.

## Sólová diskografie
- Jazz for the Thinker (1957)
- Jazz Mood (1957)
- Before Dawn: The Music of Yusef Lateef (1957)
- Jazz and the Sounds of Nature (1957)
- Prayer to the East (1957)
- The Sounds of Yusef (1957)
- Other Sounds (1957)
- Lateef at Cranbrook (1958)
- The Dreamer (1959)
- The Fabric of Jazz (1959)
- Cry! - Tender (1959)
- The Three Faces of Yusef Lateef (1960)
- The Centaur and the Phoenix (1960)
- Lost in Sound (1961)
- Eastern Sounds (1961)
- Into Something (1962)
- Jazz 'Round the World (1963)
- Live at Pep's (1964)
- 1984 (1965)
- Psychicemotus (1965)
- A Flat, G Flat and C (1966)
- The Golden Flute (1966)
- The Complete Yusef Lateef (1967)
- The Blue Yusef Lateef (1968)
- Yusef Lateef's Detroit (1969)
- The Diverse Yusef Lateef (1969)
- Suite 16 (1970)
- The Gentle Giant (1972)
- Hush 'N' Thunder (1973)
- Part of the Search (1973)
- 10 Years Hence (1974)
- The Doctor is In… and Out (1976)
- Autophysiopsychic (1977)
- In a Temple Garden (1979)
- Yusef Lateef in Nigeria (1983)
- Yusef Lateef's Little Symphony (1987)
- Concerto for Yusef Lateef (1988)
- Nocturnes (1989)
- Meditiations  (1990)
- Yusef Lateef's Encounters (1991)
- Tenors of Yusef Lateef and Von Freeman (1992)
- Heart Vision (1992)
- Yusef Lateef Plays Ballads (1993)
- Tenors of Yusef Lateef and Archie Shepp (1993)
- Woodwinds (1993)
- The World at Peace (1997)
- Beyond the Sky (2000)
- Go: Organic Orchestra: In the Garden (2003)
- The Doctor is In and Out (2005)
- Nocturnes (2005)
- 10 Years Hence (2008)
- Towards the Unknown (2010)
- Roots Run Deep (2012)
- Voice Prints (2013)